# چنگ یی
چنگ یی (چینی: 成毅؛ زادهٔ ۱۷ مه ۱۹۹۷) بازیگر و خواننده اهل چین است. او حرفهٔ بازیگری خود را در مجموعهٔ تلویزیونی دنیای زیبا (۲۰۱۱) آغاز کرد و در سال ۲۰۱۲ از آکادمی مرکزی تئاتر فارغ‌التحصیل شد. چنگ یی در سال ۲۰۱۶ در مجموعهٔ تلویزیونی آرزوهای نجیب ایفای نقش کرد که باعث شهرت او شد.